# 浮田克躬
浮田 克躬（うきた かつみ、1930年2月17日 - 1989年8月30日）は、洋画家。

## 経歴
1930年2月17日、東京都杉並区に江幡寛夫の長男として生まれる。母が病気のため、母方の祖父である政治学者の浮田和民により育てられる。のち離婚のため、浮田姓を名乗る。高座郡茅ケ崎尋常高等小学校の4年時に第1回聖戦美術展を見て感動し、油絵画家を志す。その後、藤嶺学園藤沢中学校に入学。14歳の時には小林萬吾に石膏デッサンの個人指導を受けている。
中学3年修了後に15歳で東京美術学校（現在の東京芸術大学美術学部）油画科に特例で入学する。安井教室に入り、安井曾太郎と伊藤廉の指導を受ける。1950年に20歳で東京美術学校油画科を卒業。20歳での卒業は東京芸術大学の最年少記録として残っている。同年に新制作派教会第14回展に出品した「集荷場」が初入選する。
1954年、24歳のときに田崎広助に師事。同年第16回一水会展に出品した「教会」が初入選する。曽田1957年の第13回日展に出品した「山手の路地」が初入選する。第1回新日展に出品した「丘の工場」が入選し、特選となる。
以後、一水会展、日展への出品を続け、一水会常任委員や日展会員に推挙されている。
1959年から8年間は、北海道をテーマにした「北の風景」シリーズを手掛ける。1967年に初めて渡欧し、フランスを中心にヨーロッパ8か国を巡る。その後、頻繁にヨーロッパだけでなく中南米やブラジルも訪れ、その地の風景を描いた。墓所は多磨霊園。

## 受賞歴
- 安井奨励賞（1958年）
- 昭和会賞（1968年）
- コメンダドール・オフィシャル章（ブラジル）（1979年）
- 宮本三郎記念賞（第4回、1986年）「城砦の島」において
- 日展内閣総理大臣賞（第20回、1988年）「海風の館」において

## 参考資料
- 日外アソシエーツ株式会社（編）『美術家人名事典－古今・日本の物故画家3500人』日外アソシエーツ、2009年2月、78頁。ISBN 978-4-8169-2159-9。
- 浮田克躬『浮田克躬画集』求龍堂、昭和62年4月6日。
- 「浮田克躬」『日本美術年鑑』平成2年版(251-252頁)（リンク）